# مترسک (فیلم ۱۹۲۰)
مترسک (انگلیسی: The Scarecrow) یک فیلم کوتاه کمدی آمریکایی به نویسندگی و کارگردانی ادوارد اف. کلاین و باستر کیتون است که در سال ۱۹۲۰ منتشر شد. از بازیگران آن می‌توان به باستر کیتون، جو کیتون، جو رابرتز، ال سنت جان، ادوارد اف. کلاین و لوک اشاره کرد.